# Idioma guató
El guató es una lengua indígena del sur de Brasil, que se considera constituye una rama independiente de las lenguas macro-yê. Aunque el grupo étnico guató está formado por unas 370 personas, sólo existen entre muy pocos hablantes compententes de la lengua indígena, por lo que se considera una fuertemente amenazada y en peligro de extinción. Casi todos los guató hablan portugués como lengua principal.
La principal fuente de información sobre el Guató es el trabajo de la lingüista Adair P. Palácio que identificó unos 20 o 30 monolingües en guató, unos 50 bilingües más en guató y portugués y el resto monolingües en portugués.

## Distribución
La primera referencia a los guató esde Cabeza de Vaca (1555) que describe la importancia de las canoas y las crecidas de los ríos para los guató. Posteriormente Castelnau (1851), Florence (1876), Schimdt (1905), Cunha (1919) y Rondon (1938) los visitaron y describieron aspectos de su modo de vida. Castelnau es el primer autor que registró datos sobre la lengua guató.
En los años 1970 el Serviço de Proteçao ao Índio (SPI) consideraba que los guató eran un grupo extinto, tras muchas reivindicaciones consiguieron el reconocimiento oficial en 1998 y un área de demarcación. Desde este reconocimiento los guatós vivien en la aldea de Uberaba, situada en la Isla Ínsua a orillas de los lagos Uberaba y Gaíva y del río Paraguay. La isla también conocida como Bela Vista do Norte está a unos 340 km de la localidad de Corumbá, en la región fronteriza ente Mato Grosso, Mato Grosso del Sur y Bolivia.

## Clasificación
El guató se ha clasifica usualmente como una lengua macro-yê. Aryon Rodríguez ha presentando algunas evidencias léxicas y gramaticales que sugieren que este parentesco es correcto, aunque la cantidad de cognados es pequeña. Ribeiro señala que la evidencia de inclusión del guató y el fulniô-yathê es poca, y debe considerarse provisional. Por la misma razón, la poca evidencia existente no permite afirmar que el guató esté más próximo a alguna rama concreta del macro-yê por lo que provisionalmente se considera como una rama aparte dentro de las lenguas macro-yê.

## Descripción lingüística
El sistema vocálico del guató como el de otras lenguas macro-yê distingue tres grados de obertura en las vocales orales y dos en las vocales nasales. El inventario identificado para el guató es:
|          | orales   | orales  | orales    | nasales  | nasales | nasales   |
| -------- | -------- | ------- | --------- | -------- | ------- | --------- |
|          | anterior | central | posterior | anterior | central | posterior |
| cerradas | i        | i       | u         | ĩ        | ĩ       | ũ         |
| medias   | e        |         | o         | ẽ        | ã       | ã         |
| abiertas | ɛ        | a       | ɔ         | ẽ        | ã       | ã         |

El inventario de guató incluye una serie de cinco puntos de articulación para las obstruyentes (labial, alveo-dental, post-alveolar, velar, labio-velar) con oposción de sonoridad, otra serie de cuatro fricativas, más una serie de sonorantes (nasales y no nasales):
|             |             |             | bilabial | dento- alveolar | post- alveolar | velar | labio- velar | glotal |
| ----------- | ----------- | ----------- | -------- | --------------- | -------------- | ----- | ------------ | ------ |
| obstruyente | -cont       | sorda       | p        | t               | ʧ              | k     | kʷ           |        |
| obstruyente | -cont       | sonora      | b        | d               | ʤ              | g     | gʷ           |        |
| obstruyente | +cont       | sorda       | f        |                 |                |       |              | h      |
| obstruyente | +cont       | sonora      | v        |                 |                |       |              |        |
| Sonorante   | nasal       | nasal       | m        | n               |                |       |              |        |
| Sonorante   | aproximante | aproximante |          | ɾ               | j              |       |              |        |